# Bad Moon Rising (Bad Moon Rising)
Bad Moon Rising è il primo album in studio dei Bad Moon Rising, pubblicato nel 1991 per l'etichetta discografica Pony Canyon.

## Tracce
1. Hands on Heaven
2. If It Ain't Dirty...
3. Without Your Love
4. Full Moon Fever
5. Lie Down
6. Old Flames
7. Built for Speed
8. Dark Side of Babylon
9. Sunset After Midnight
10. Wayward Son
11. One Night in Tokyo – (solo nell'edizione UK)
12. Alter Ego – (solo nell'edizione UK)

## Formazione
- Kal Swan - voce, cori, chitarra acustica
- Doug Aldrich - chitarra, solista, ritmica, acustica

### Altri musicisti
- Ken Mary - batteria, percussioni
- Chuck Wright - basso, cori
- Rick Serrate - tastiere, cori
- Michael Schenker - chitarra solista in "Built For Speed"
- Robin McAuley - cori
- Kelly Hanson - cori
- James Christian - cori
- Jay King - cori
- Rocky Newton - cori